# Exército da Coreia do Sul

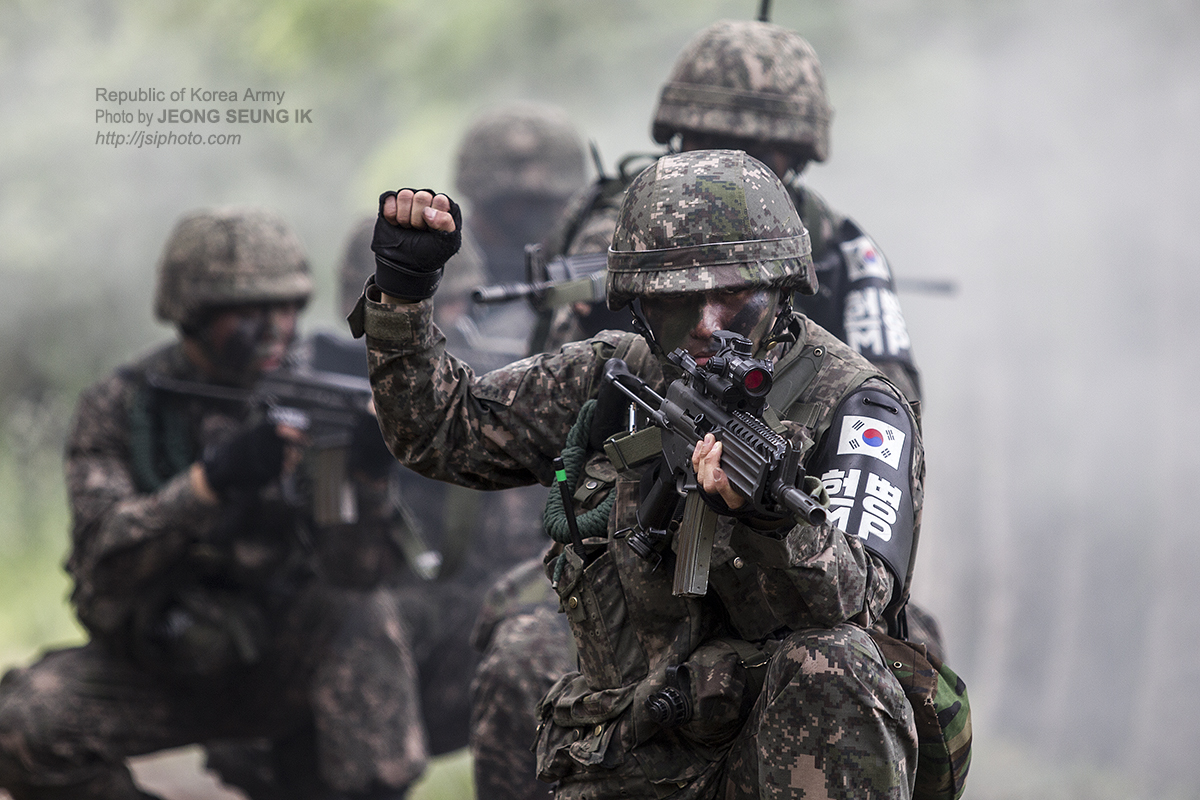
Soldados do exército sul-coreano em treinamento.

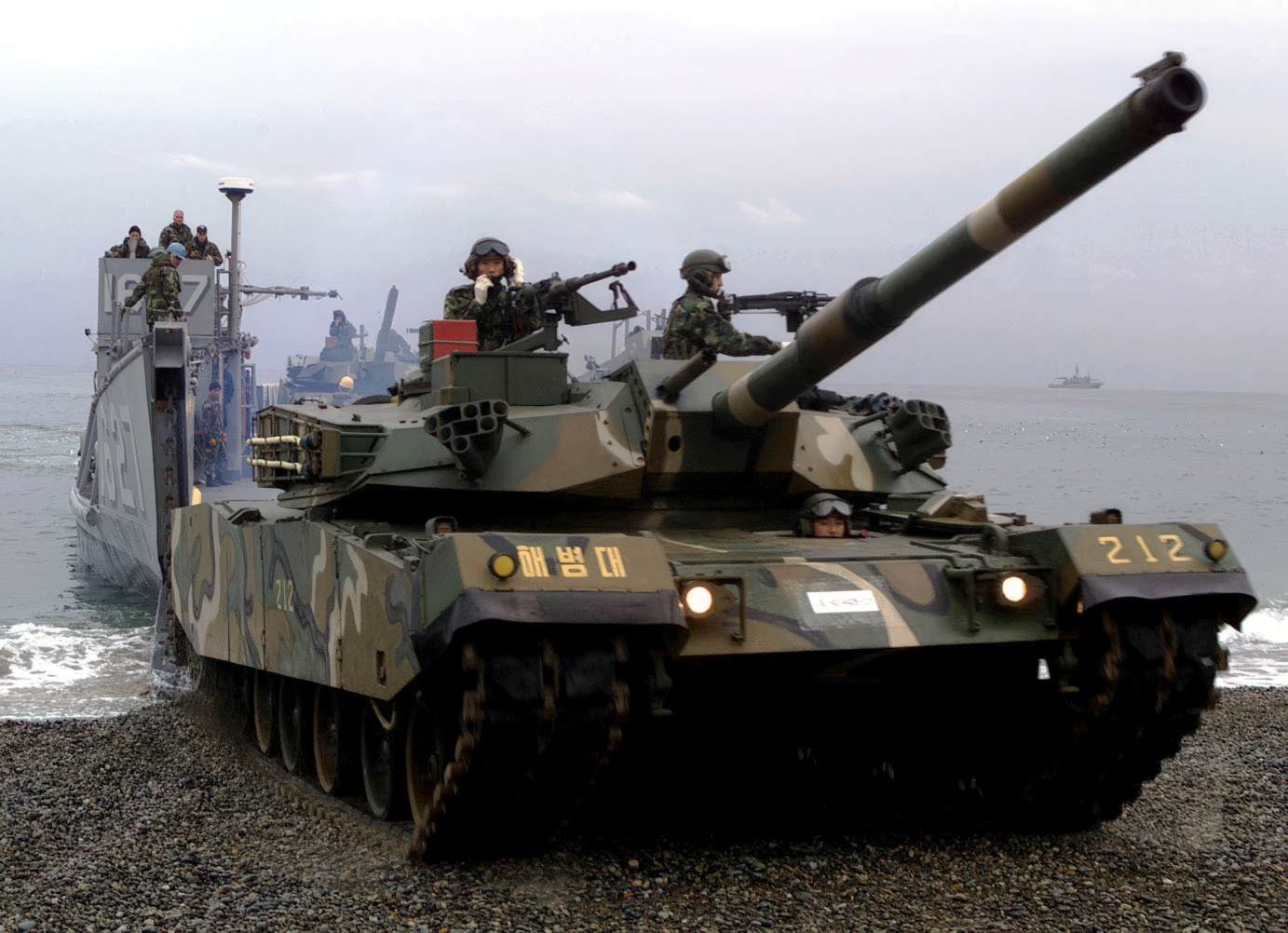
Um tanque Type 88 sul coreano.

O Exército da Coreia do Sul (em coreano: 대한민국 육군, Hanja: 大韩民国 陆军, Romanização Revisada: Daehanminguk Yuk - gun) é o maior dos ramos militares das Forças Armadas da Coreia do Sul, com 495 mil soldados. Este tamanho é mantido através de recrutamento; os homens sul-coreanos devem completar 21 meses de serviço militar obrigatório exercido entre 18 e 28 anos. A República da Coreia mantém um exército bem equipado, tornando-o um dos mais poderosos da Ásia. A sua função principal é defender o território do país dos inimigos, mais notavelmente a Coreia do Norte.